# ヴォクレール城

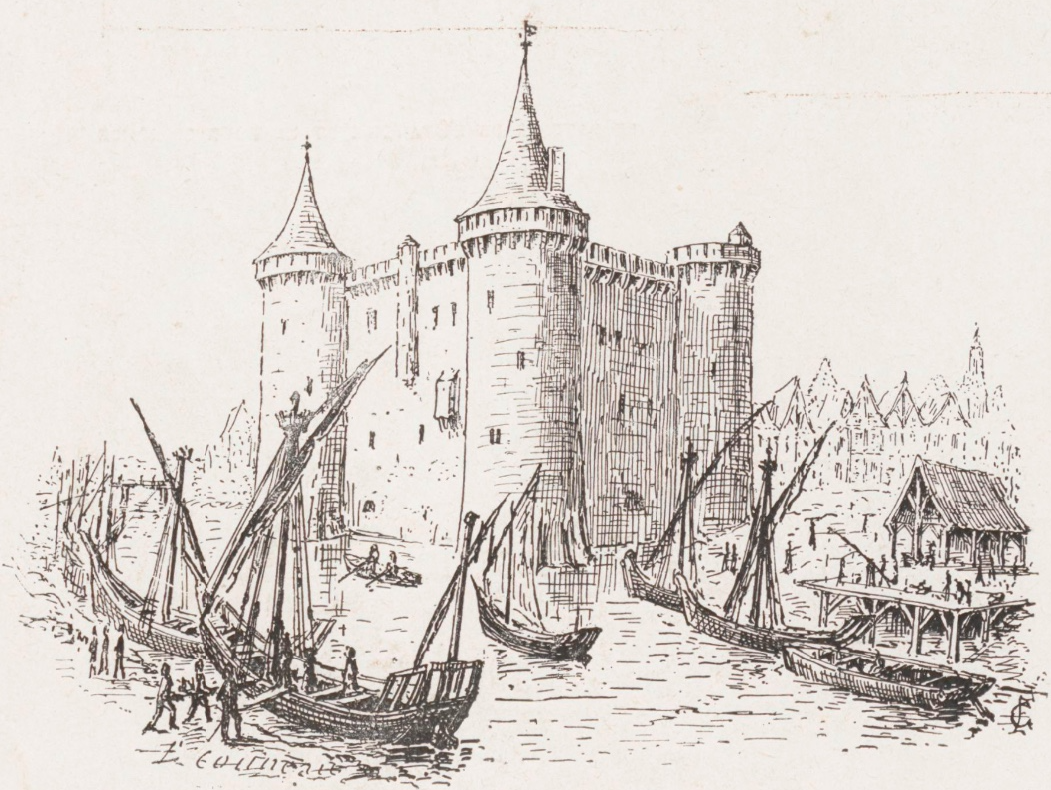
ヴォクレール城

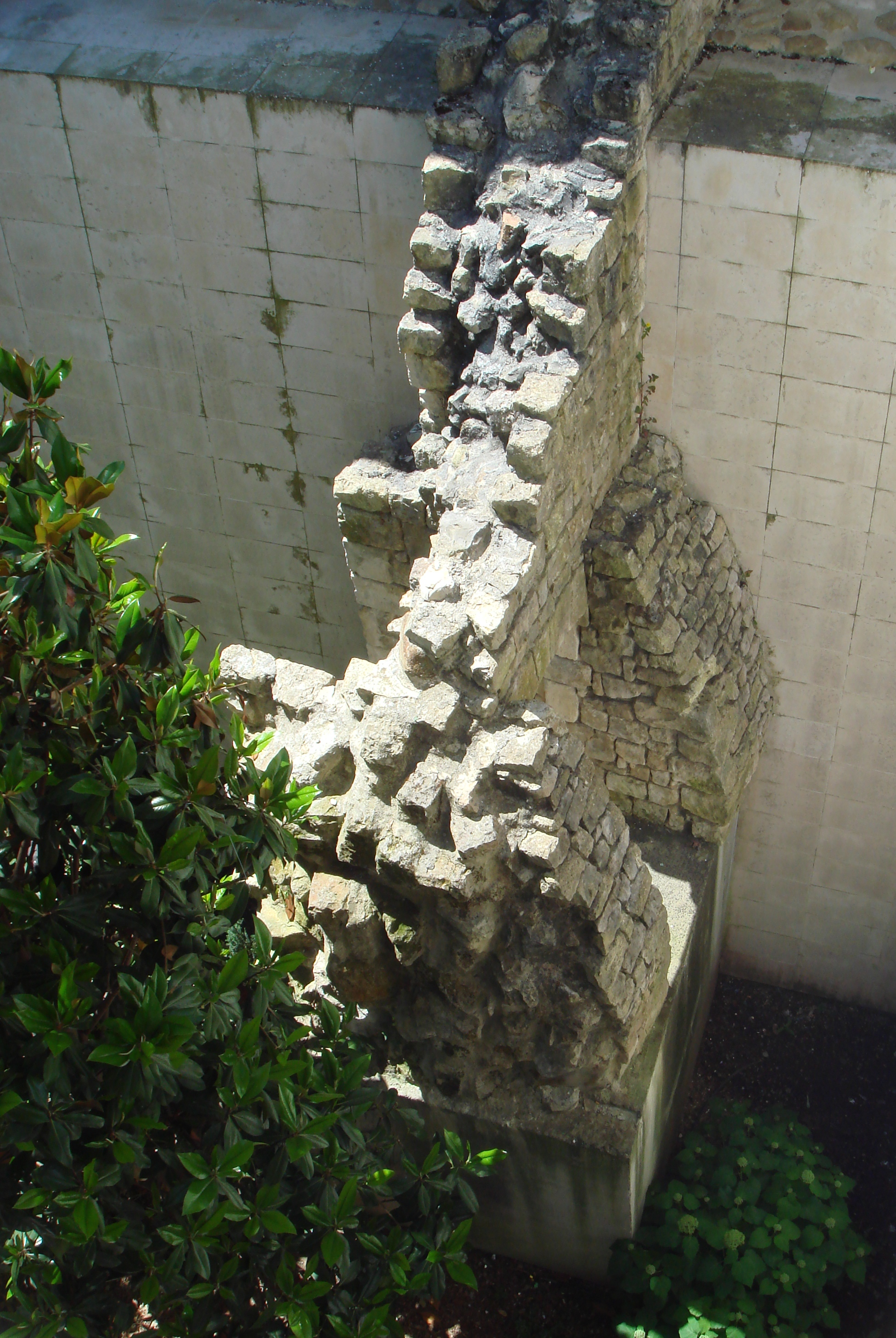
ヴォクレール城の東側城壁の遺構

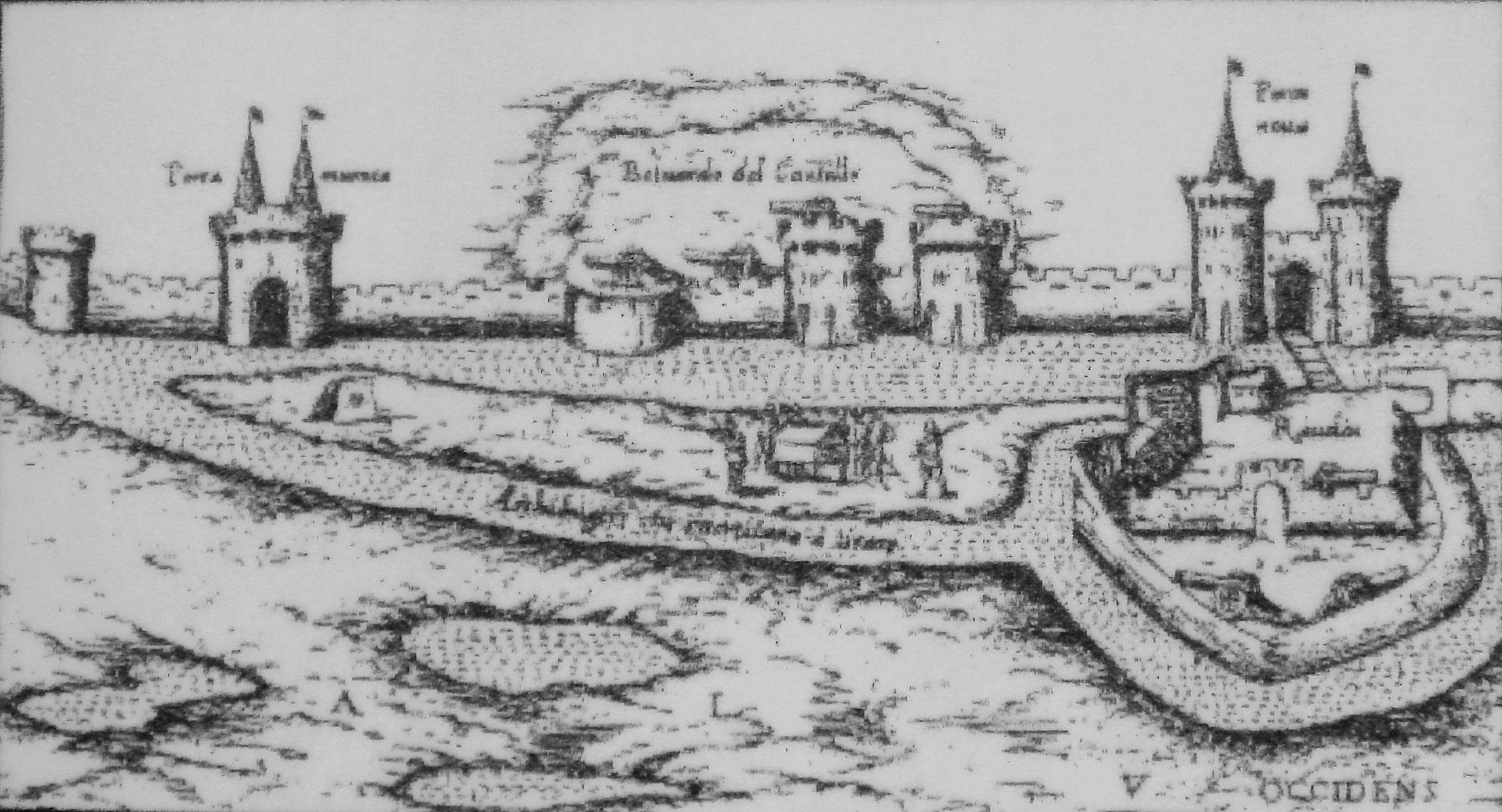
ラ・ロシェル包囲戦時のラ・ロシェルを西から見た図（アントニオ・ラファエリ画）。ヴォクレール城の塔と埋められた堀が残っていることが分かる。

ヴォクレール城 (フランス語: 'Château Vauclair) は、ラ・ロシェル（現フランス）に存在した城。12世紀にイングランド王ヘンリー2世により建てられた。
現在、ヴォクレール城のあった場所はヴェルダン広場（公式にはシャトー広場）となっている。

## 歴史

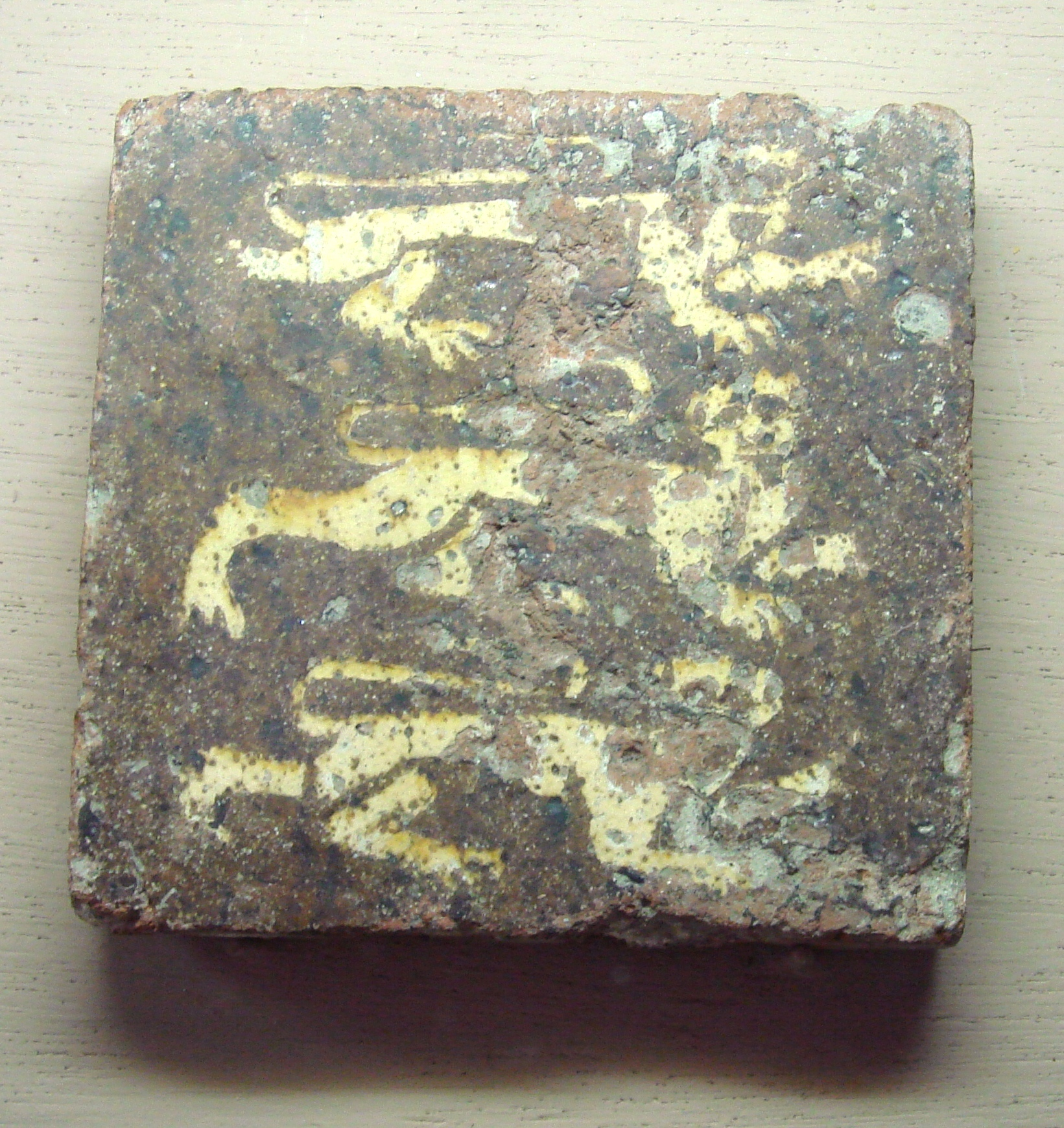
イングランド王国の紋章が入ったヴォクレール城のタイル（13世紀 - 14世紀）

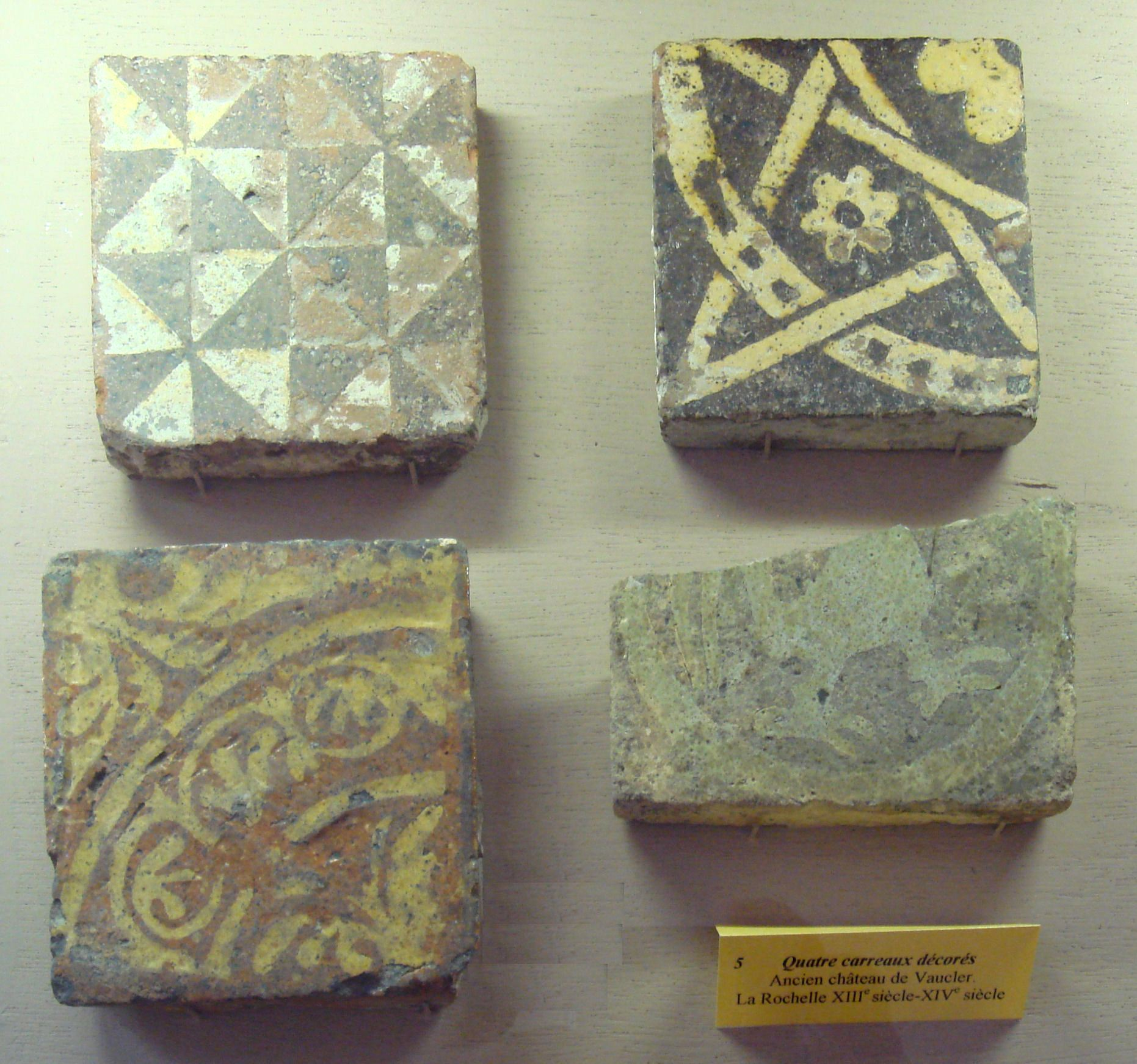
ヴォクレール城のタイル(13世紀 - 14世紀)

1130年、アキテーヌ公ギヨーム10世がこの地に都市を建設した。彼の娘アリエノール・ダキテーヌがヘンリー2世と結婚したことで、この都市はアキテーヌ公領とともにイングランド王の支配下に入った。
ヴォクレール城は、4つの大きな塔を高い城壁でつなぐ構造になっていた。1372年から1375年の間にフランス王シャルル5世に征服されて大部分が取り壊され、その石材はル・ガビュの新たな要塞建設に再利用された。
ヴォクレール（Vauclair）という名は、ラテン語のvalde clarum (非常に明るい/白い)から来ている。これは、この地域でとれる白い石灰質砂岩を使用していたためである。